# Ronov nad Doubravou
Ronov nad Doubravou är en stad i Tjeckien.   Den ligger i regionen Pardubice, i den centrala delen av landet, 80 km öster om huvudstaden Prag. Ronov nad Doubravou ligger 259 meter över havet och antalet invånare är 1 645.
Terrängen runt Ronov nad Doubravou är platt västerut, men österut är den kuperad.Runt Ronov nad Doubravou är det ganska tätbefolkat, med 116 invånare per kvadratkilometer. Närmaste större samhälle är Čáslav, 10,4 km väster om Ronov nad Doubravou. Trakten runt Ronov nad Doubravou består till största delen av jordbruksmark.